# Generation Terrorists
Generation Terrorists é o álbum de estreia da banda galesa de rock Manic Street Preachers, lançado em fevereiro de 1992 pela Columbia.

## Faixas
Todas as letras escritas por Richey James e Nicky Wire, todas as músicas compostas por James Dean Bradfield e Sean Moore, exceto "Damn Dog", de Jacob Brackman e Billy Mernit.
| N.º | Título                              | Duração |  |
| 1.  | "Slash 'n' Burn"                    | 3:59    |  |
| 2.  | "Nat West–Barclays–Midlands–Lloyds" | 4:32    |  |
| 3.  | "Born to End"                       | 3:55    |  |
| 4.  | "Motorcycle Emptiness"              | 6:08    |  |
| 5.  | "You Love Us"                       | 4:18    |  |
| 6.  | "Love's Sweet Exile"                | 3:29    |  |
| 7.  | "Little Baby Nothing"               | 4:59    |  |
| 8.  | "Repeat (Stars and Stripes)"        | 4:09    |  |
| 9.  | "Tennessee"                         | 3:06    |  |
| 10. | "Another Invented Disease"          | 3:24    |  |
| 11. | "Stay Beautiful"                    | 3:10    |  |
| 12. | "So Dead"                           | 4:28    |  |
| 13. | "Repeat (UK)"                       | 3:09    |  |
| 14. | "Spectators of Suicide"             | 4:40    |  |
| 15. | "Damn Dog"                          | 1:52    |  |
| 16. | "Crucifix Kiss"                     | 3:39    |  |
| 17. | "Methadone Pretty"                  | 3:57    |  |
| 18. | "Condemned to Rock 'n' Roll"        | 6:06    |  |

## Ficha técnica
- James Dean Bradfield – vocais, guitarras e piano
- Sean Moore – bateria, percussão
- Nicky Wire – baixo e vocais de apoio
- Richey Edwards – guitarras

## Posição nas paradas e certificações
| Parada (1992)                 | Melhor posição |
| ----------------------------- | -------------- |
| Austrália (ARIA)              | 182            |
| Reino Unido (Rock Chart)      | 1              |
| Reino Unido (UK Albums Chart) | 13             |
| Japão (Oricon)                | 60             |

| Parada (2012)                 | Melhor posição |
| ----------------------------- | -------------- |
| Reino Unido (UK Albums Chart) | 48             |

| Região                                              | Certificação | Vendas   |
| --------------------------------------------------- | ------------ | -------- |
| Reino Unido (BPI)                                   | Ouro         | 100,000^ |
| ^números de vendas baseados somente na certificação |              |          |